# Sideways
Pour plus de détails, voir Fiche technique et Distribution.
Sideways est un film américain réalisé par Alexander Payne, sorti en 2004.

## Synopsis
Miles (Paul Giamatti), amateur de vin, offre à son ami Jack (Thomas Haden Church) une tournée dans les caves de la Californie, peu avant son mariage. Jack, indifférent aux grands crus, envisage plutôt cette escapade comme un baroud d'honneur. Les deux hommes rencontrent Stephanie (Sandra Oh) et Maya (Virginia Madsen) au cours d'une dégustation. Jack entreprend de séduire Stephanie, et menace bientôt de rompre les noces annoncées.

## Fiche technique
- Titre original et français : Sideways
- Titre québécois : À la dérive
- Réalisation : Alexander Payne
- Scénario : Alexander Payne et Jim Taylor, d'après le roman Sideways de Rex Pickett
- Production : Michael London
- Musique : Rolfe Kent
- Photographie : Phedon Papamichael
- Montage : Kevin Tent
- Décors : Jane Ann Stewart
- Costumes : Wendy Chuck
- Pays de production : États-Unis
- Format : Couleurs - 1,85:1 - Dolby Digital - 35 mm
- Genre : Comédie dramatique noire
- Durée : 123 minutes
- Dates de sortie :
  - Canada : 13 septembre 2004 (festival international du film de Toronto 2004)
  - États-Unis : 21 janvier 2005
  - France : 9 février 2005

## Distribution
- Paul Giamatti (VF : Michel Mella) : Miles
- Thomas Haden Church (VF : Eric Herson-Macarel) : Jack
- Virginia Madsen (VF : Léa Gabriele) : Maya
- Sandra Oh (VF : Yumi Fujimori) : Stephanie
- Marylouise Burke (VF : Anna Gaylor) : la mère de Miles
- Jessica Hecht (VF : Diane Valsonne) : Victoria
- Missy Doty (VF : Laura Préjean) : Cammi
- M. C. Gainey (VF : Bruno Dubernat) : époux de Cammi
- Alysia Reiner : Christine Erganian
- Shake Tukhmanyan : Madame Erganian
- Shaun Duke : Mike Erganian
- Robert Covarrubias : Le patron de Miles
- Patrick Gallagher (VF : Jean-Jacques Nervest) : Gary
- Stephanie Faracy : la mère de Stephanie
- Joe Marinelli : Frass Canyon Pourer

## Distinctions
- 2004 : Los Angeles Film Critics Association Award du meilleur film
- 2004 : Independent Spirit Award du meilleur film
- 2005 : Oscar du meilleur scénario adapté (partagé avec Jim Taylor)
- 2006 : Nomination au Grand Prix de l'Union de la critique de cinéma